# Dusona carpinellae
Dusona carpinellae är en stekelart som först beskrevs av Franz Paula von Schrank 1802.  Dusona carpinellae ingår i släktet Dusona och familjen brokparasitsteklar. Inga underarter finns listade i Catalogue of Life.